# Гнев Божий (операция «Моссада»)

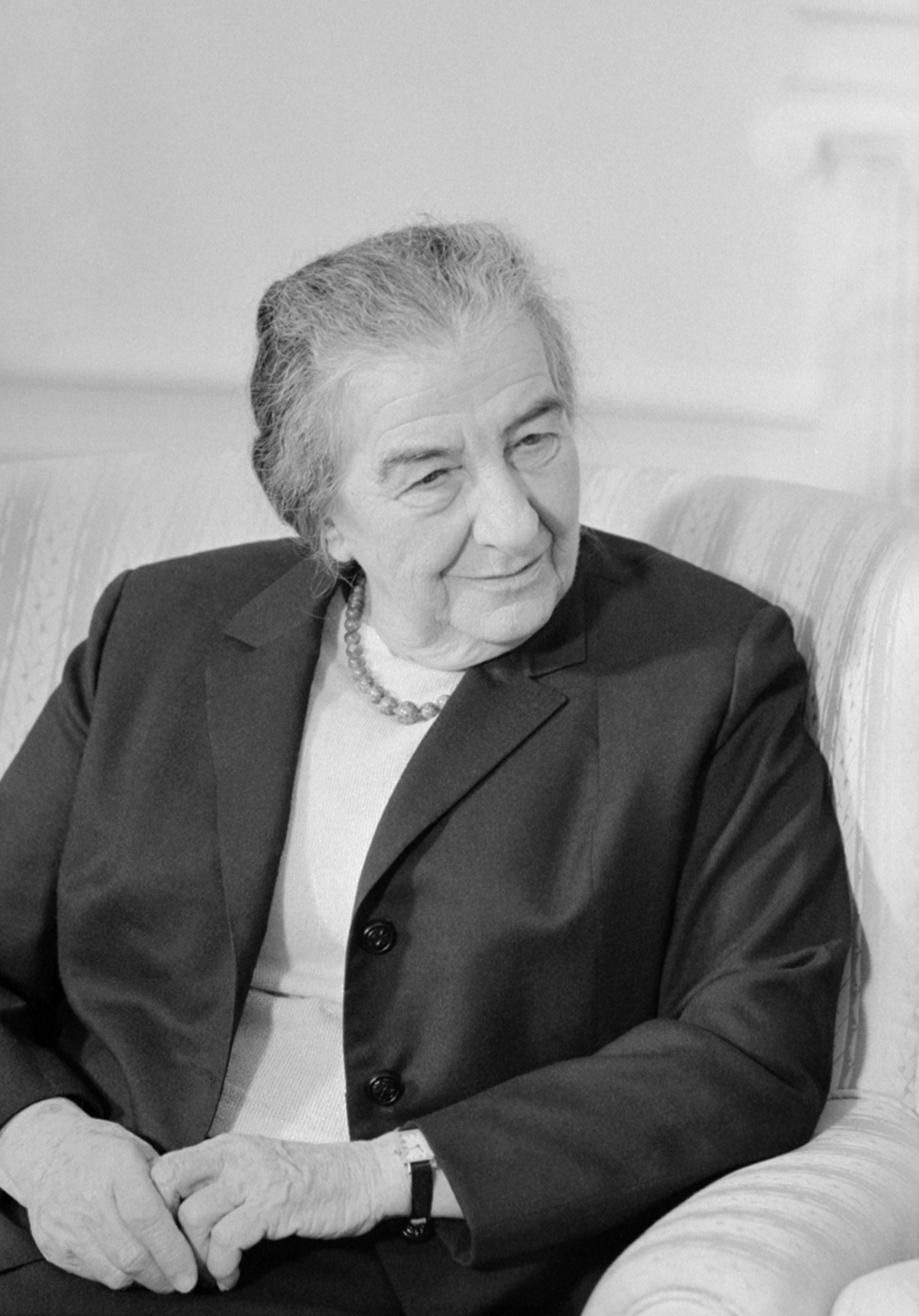
«Посылай мальчиков», — предположительно сказала премьер-министр Голда Меир главе «Моссада» после теракта в Мюнхене

Операция «Гнев Божий» (ивр. מבצע זעם האל‎) — операция израильской разведки «Моссад» по уничтожению палестинских террористов из организации «Чёрный сентябрь», причастной к организации и осуществлению теракта на мюнхенской Олимпиаде в 1972 году, а также членов Организации освобождения Палестины (ООП), которые, по данным «Моссада», были ответственны за взятие заложников. Операция началась осенью 1972 года и продлилась более 20 лет.

## Предпосылки
Сразу после захвата заложников Израиль предложил подключить к их освобождению свои спецподразделения, обладавшие необходимым опытом, однако западногерманская сторона решила обойтись собственными силами, направив в Мюнхен полицейские части. Во время штурма все заложники и пять из восьми террористов погибли. Несмотря на последующее обращение правительства Израиля к мировому сообществу с требованием принять «соответствующие резолюции и начать мировую войну с террором», большая часть стран ограничилась выражением соболезнования. Более того, три арестованных террориста были отпущены на свободу уже через несколько недель в результате ультиматума, поставленного правительству ФРГ захватчиками «рейса Люфтганза LH 615».
Согласно Люкимсону, Израиль требовал мести: «О мести говорили… в тель-авивских и иерусалимских кафе. К мести призывали с кафедр солидные профессора университетов. О мести шёл разговор на экстренном заседании правительства». В этой ситуации правительство Израиля приняло решение о поиске и уничтожении всех причастных к этому террористическому акту. Премьер-министр Израиля Голда Меир заявила в кнессете: «Израиль приложит все силы и способности, которыми наделён наш народ, чтобы настичь террористов, где бы они ни находились».
Голда Меир поручила главе «Моссада», Цви Замиру, составить список целей, куда могли быть внесены не только те, кто совершил теракт в Мюнхене или являлись членами «Чёрного сентября». Главной целью было устранить всю террористическую сеть в Европе. Многие из этих целей являлись засекреченными резидентами.
Для выполнения задания был создан т. н. «Комитет-Х» во главе с Голдой Меир и министром обороны Моше Даяном, по поручению которого «Моссад» сформировал спецгруппу «заам ха-эль» (иврит: זעם האל) («Гнев Божий»). Так началась «охота» на членов террористической группировки «Чёрный сентябрь» и тех членов ООП, которые, по данным спецслужб Израиля, прямо или косвенно, были причастны к нападению.

## Операция
Первый из предполагаемых организаторов теракта, Абдель Ваиль Зуайтер, был застрелен 16 октября 1972 года. К июню 1973 года 13 человек из 17, числящихся в списке «Моссад», были убиты. Лидер организации «Чёрный сентябрь» Абу Айяд был убит своими соратниками в 1991 году через 19 лет после мюнхенской акции.
Задание не было выполнено полностью, идеологу и организатору теракта Абу Дауду удавалось оставаться невредимым после нескольких покушений на его жизнь. В 1993 году Израиль разрешил Абу Дауду посетить Западный берег реки Иордан, а в 1996 году он посетил сектор Газа, где принял участие в заседании ООП. Абу Дауд умер в дамасской больнице «Андалус» 3 июля 2010 года в возрасте 73 лет.
Последний из трёх освобождённых террористов — Джамаль аль-Гаши — избежал нескольких покушений и живёт сейчас в одной из африканских стран.

## Список отдельных покушений
| дата            | место                 | цель покушения           | группировка, должность | акция | исполнитель                                                                          |
| --------------- | --------------------- | ------------------------ | --- | --- | ------------------------------------------------------------------------------------ |
| 16 октября 1972 | Рим, Италия           | Ваиль Зуайтер            | Сотрудник посольства Ливии, представитель ООП в Риме | Застрелен двумя неизвестными агентами на пороге своего дома. Вопросы о его причастности к терроризму не утихают по сей день. | Моссад                                                                               |
| 8 декабря 1972  | Париж, Франция        | Махмуд аль-Хамшари       | Координатор теракта на мюнхенской Олимпиаде; представитель ООП в Париже                                                                                  | Скончался в больнице, получив тяжёлое ранение в результате взрыва бомбы, спрятанной в его домашнем телефоне. | Моссад                                                                               |
| 24 января 1973  | Никосия, Кипр         | Хусейн Абд аль-Шир       | Активист ФАТХ, представитель на Кипре | Погиб в результате взрыва бомбы, спрятанной в кровати его гостиничного номера. | Моссад                                                                               |
| 6 апреля 1973   | Париж, Франция        | Базиль аль-Кубайши       | НФОП, заместитель Жоржа Хабаша; профессор права в Американском университете Бейрута; отвечал за обеспечение оружием боевиков «Чёрного сентября» в Европе | Считается, что его не включили в первоначальный список. Но именно он заменил аль-Шира на его посту. Наследника тоже сочли достаточно опасным. Он был застрелен двумя неизвестными агентами на улице. | Моссад                                                                               |
| 10 апреля 1973  | Бейрут, Ливан         | Мухаммад Юсеф аль-Наджар | Оперативный командир ООП, заместитель Арафата | В ходе спецоперации «Весна молодости» в ночь с 9-го на 10 апреля три группы спецназа высадились на бейрутском пляже, где их ожидали агенты «Моссада». Было взято штурмом 7-этажное здание, в котором находилась штаб-квартира ООП. В ходе боя были ликвидированы от 20 до 50 террористов. Потери нападавших — двое убитых и 3 раненых. Также погибли 5 бейрутских полицейских и 2 женщины. | Спецназ «Сайерет Маткаль», «Сайерет цанханим» и «Шайетет 13» при поддержке «Моссада» |
| 11 апреля 1973  | Афины, Греция         | Зайяд Мухаси             | Активист ФАТХ, преемник Хусейн Абд аль-Шира на Кипре | Убит в своём гостиничном номере. В помещении заложили восемь миниатюрных зажигательных бомб, которые при взрыве в закрытом пространстве мгновенно сжигали весь кислород. Когда взрыватель по неизвестной причине не сработал, один из агентов «Моссада» взломал дверь и бросил ещё одну бомбу. | Моссад                                                                               |
| 28 июня 1973    | Париж, Франция        | Мохаммед Будиа (en)      | Оперативный командир; Народный фронт освобождения Палестины, активист                                                                                    | Погиб в результате взрыва бомбы, подложенной в его автомобиль. | Моссад                                                                               |
| 21 июля 1973    | Лиллехаммер, Норвегия | Али Хасан Саламе         | Глава организации, спланировавший теракт на мюнхенской Олимпиаде; высокопоставленный лидер ООП                                                           | Неудачная попытка ликвидации. В Норвегии по ошибке был убит похожий на Саламе невиновный официант Ахмед Бучики (en). Ахмед Бучики был застрелен на глазах у своей беременной жены, когда они возвращались из кинотеатра. Четверо членов израильской ударной группы предстали перед норвежским судом по обвинению в убийстве и были приговорены к 5 годам заключения. В конечном счёте Израиль в 1997 году выплатил компенсацию семье жертвы, но официально не принёс извинения за убийство Бучики. | Моссад                                                                               |
| 22 января 1979  | Бейрут, Ливан         | Али Хасан Саламе         | Глава организации, спланировавший теракт на мюнхенской Олимпиаде; высокопоставленный лидер ООП                                                           | Скончался в больнице, получив тяжёлое ранение в результате взрыва стоявшего поблизости заминированного автомобиля в Бейруте. В результате этого взрыва погибли 4 случайных прохожих (в том числе английский студент и французская монахиня) и 19 человек было ранено. | Моссад                                                                               |
| 8 июня 1992     | Париж, Франция        | Атеф Бсейсо (en)         | Глава разведки ООП | Расстрелян в упор. Стал последним объектом операции. | Моссад                                                                               |

## Критика
В истории этой операции много неясных моментов, которые мешают дать ей однозначную оценку. Так, организатор теракта Абу Дауд, отвечая на вопросы журналистов, утверждал, что операция была «...войной, закамуфлированной под месть за Мюнхен, и что «ни один из убитых палестинцев не принимал участия в той операции». Тем не менее, отмечалось, что «...свидетельства Абу Дауда, в своём большинстве, служат его же интересам, некоторые противоречивы...».
Вина некоторых убитых в ходе операции подвергалась сомнению. Абу Дауд характеризовал Абделя Ваиля Зуайтера как «...представитель ООП в Риме. Философ, учёный, он говорил на 5 языках, был другом Моравиа, никогда не держал в руках оружия». Однако ряд источников указывает на то, что Зуайтер был одним из организаторов теракта и членом организации «Чёрный сентябрь», участвовавшим в подготовке основных её европейских операций. Согласно версии художницы Эмили Ясир, американки палестинского происхождения, участие Зуайтера в событиях, связанных с терактом, не было до конца установлено.
При выполнении операции в Ливане и Норвегии погибло несколько посторонних лиц, непричастных к терроризму. Так, в Лиллехаммере, Норвегия, агенты «Моссада» убили официанта Ахмеда Бушики (марокканца по происхождению) на глазах у его беременной жены, когда они возвращались домой из кинотеатра. Агенты спутали его с Али Хасаном Саламе, руководителем группы «Чёрный сентябрь». Некоторые агенты «Моссада» были задержаны норвежской полицией за это убийство и получили тюремные сроки от 2,5 до 5 лет, другим, включая руководителя, удалось скрыться. Однако никто из осуждённых не провёл в тюрьме больше 22 месяцев, позже они были амнистированы и депортированы в Израиль. Израильское правительство выплатило семье погибшего официанта компенсацию, но отказалось признать ответственность за убийство.

### Ответ на критику
Израильская сторона впоследствии подчёркивала, что целью операции была не только месть, но и предотвращение будущих терактов. На счету большинства ликвидированных в ходе этой операции были доказанные теракты. Али Хасан Саламе был профессиональным террористом, на его счету были кровавые преступления. В список целей для уничтожения, согласно поручению Голды Меир, вносились не только непосредственно вовлеченные в теракт в Мюнхене и члены «Черного сентября», но также и «засекреченные резиденты террористических группировок».

## В искусстве
- Книга канадского журналиста Джорджа Джонаса «Vengeance: The True Story of an Israeli Counter-Terrorist Team».
- Т/ф. «Меч Гедеона» (1986).
- Х/ф. «Мюнхен».
- Док. ф. «Мюнхен: Охота на убийц» («Munich. The Real Assassins») (2006).